# Guy Speranza
Guy Speranza (12 de marzo de 1956-8 de noviembre de 2003) fue un cantante y compositor estadounidense, conocido por haber sido el vocalista original de la banda Riot.

## Carrera musical
Speranza comenzó como cantante de Riot en 1976, grabando con dicha agrupación tres discos de estudio: Rock City, Narita y Fire Down Under de 1977, 1979 y 1981 respectivamente.  También participó con la banda en el festival Monsters of Rock realizado en 1980, grabándose del mencionado concierto el EP titulado Riot Live.  Guy abandonó el grupo en 1981 por motivos desconocidos.

## Vida personal y muerte
Después de separarse de Riot, Speranza se retiró de la música. En 2003 fue diagnosticado con cáncer de páncreas, muriendo por complicaciones de dicha enfermedad el 8 de noviembre de ese mismo año.

## Discografía
- 1977: Rock City
- 1979: Narita
- 1981: Fire Down Under
- 1989: Riot Live